# Adolphe Teikeu
Adolphe Teikeu Kamgang, né le 23 juin 1990 à Bandjoun, est un footballeur international camerounais. Il évolue au poste de défenseur central.

## Biographie

### Carrière en club
Adolphe Teikeu commence le football professionnel dans son pays natal eu sein de l'Arsenal Yaoundé avant de rejoindre l'Europe et plus précisément l'Ukraine où il rejoint le Metalurh Zaporijia en 2009. Il y passe six saisons et participe à plus de cent matchs avec le club.
Mais voulant gagner du temps de jeu, il rejoint un autre club Ukrainien le Tchornomorets Odessa avec qui il joue deux saisons. Il joue ses premiers matchs européen en Ligue Europa et se fait remarquer par Volker Finke, sélectionneur du Cameroun qui décide de faire appel à lui à plusieurs reprises sans pour autant le faire entrer en jeu.
L’année qui suit, il quitte l’Ukraine et rejoint la Russie et le Terek Grozny où il ne joue qu’un match lors de la phase aller. Une situation qui ne plait pas au joueur mais la chance finit par lui sourire lorsqu'un agent de joueur Fifa le remarque et lui obtient un contrat avec le FC Sochaux-Montbéliard. Après un essai de plusieurs semaines, Teikeu s'engage le 21 août 2015 avec le FC Sochaux-Montbéliard pour la saison 2015-2016 de Ligue 2. Deux mois suffiront à Adolphe Teikeu pour s’imposer comme titulaire et s’adjuger le brassard de capitaine du club de Ligue 2.
Transféré gratuitement en 2018 au club saoudien d'Ohod, il revient à Sochaux en août 2019. Afin de réduire l'effectif professionnel, son contrat n'est pas prolongé au terme de la saison 2019-2020.
Arrivé libre de tout contrat, il évolue de 2021 à 2023 au Stade Malherbe Caen, en Ligue 2.

### Carrière internationale
Teikeu est retenu avec la sélection senior pour disputer les Qualifications à la Coupe d'Afrique des nations 2015, sans toutefois entrer en jeu.
Le 29 mars 2016, il joue son premier match international contre l'Afrique du Sud en étant titulaire en défense central aux côtés d'Aurélien Chedjou.
Le 5 février 2017, il devient champion d'Afrique avec les lions indomptables.

#### Listes des matchs internationaux
| Matches internationaux de Adolphe Teikeu | Matches internationaux de Adolphe Teikeu | Matches internationaux de Adolphe Teikeu             | Matches internationaux de Adolphe Teikeu | Matches internationaux de Adolphe Teikeu | Matches internationaux de Adolphe Teikeu | Matches internationaux de Adolphe Teikeu                                 |
|                                          | Date                                     | Lieu                                                 | Adversaire                               | Résultat                                 | Compétition                              | Notes                                                                    |
| ---------------------------------------- | ---------------------------------------- | ---------------------------------------------------- | ---------------------------------------- | ---------------------------------------- | ---------------------------------------- | ------------------------------------------------------------------------ |
| 1.                                       | 29 mars 2016                             | Stade Moses-Mabhida, Durban, Afrique du Sud          | Afrique du Sud                           | 2 - 2                                    | Éliminatoires CAN 2017                   | Titulaire.                                                               |
| 2.                                       | 30 mai 2016                              | Stade de la Beaujoire, Nantes, France                | France                                   | 3 - 2                                    | Match amical                             | Titulaire.                                                               |
| 3.                                       | 3 juin 2016                              | Stade olympique, Nouakchott, Mauritanie              | Mauritanie                               | 0 - 1                                    | Éliminatoires CAN 2017                   | Titulaire.                                                               |
| 4.                                       | 3 septembre 2016                         | Stade municipal, Limbé, Cameroun                     | Gambie                                   | 2 - 0                                    | Éliminatoires CAN 2017                   | Titulaire et remplacé par Mohamed Djetei à la 89e minute de jeu.         |
| 5.                                       | 5 janvier 2017                           | Stade Ahmadou-Ahidjo, Yaoundé, Cameroun              | RD Congo                                 | 2 - 0                                    | Match amical                             | Titulaire et remplacé par Mohamed Djetei à la 45e minute de jeu.         |
| 6.                                       | 10 janvier 2017                          | Stade Ahmadou-Ahidjo, Yaoundé, Cameroun              | Zimbabwe                                 | 1 - 1                                    | Match amical                             | Titulaire et remplacé par Michael Ngadeu-Ngadjui à la 71e minute de jeu. |
| 7.                                       | 14 janvier 2017                          | Stade d'Angondjé, Libreville, Gabon                  | Burkina Faso                             | 1 - 1                                    | CAN 2017                                 | Titulaire.                                                               |
| 8.                                       | 18 janvier 2017                          | Stade d'Angondjé, Libreville, Gabon                  | Guinée-Bissau                            | 1 - 2                                    | CAN 2017                                 | Titulaire.                                                               |
| 9.                                       | 22 janvier 2017                          | Stade d'Angondjé, Libreville, Gabon                  | Gabon                                    | 0 - 0                                    | CAN 2017                                 | Titulaire.                                                               |
| 10.                                      | 28 janvier 2017                          | Stade de Franceville, Franceville, Gabon             | Sénégal                                  | 0 - 0 (4 - 5)                            | CAN 2017                                 | Titulaire.                                                               |
| 11.                                      | 2 février 2017                           | Stade de Franceville, Franceville, Gabon             | Ghana                                    | 0 - 2                                    | CAN 2017                                 | Titulaire.                                                               |
| 12.                                      | 5 février 2017                           | Stade d'Angondjé, Libreville, Gabon                  | Égypte                                   | 1 - 2                                    | CAN 2017                                 | Titulaire et remplacé par Nicolas Nkoulou à la 13e minute de jeu.        |
| 13.                                      | 24 mars 2017                             | Stade Mustapha-Ben-Jannet, Monastir, Tunisie         | Tunisie                                  | 0 - 1                                    | Match amical                             | Titulaire et remplacé par Mohamed Djetei à la 45e minute de jeu.         |
| 14.                                      | 10 juin 2017                             | Stade Ahmadou-Ahidjo, Yaoundé, Cameroun              | Maroc                                    | 1 - 0                                    | Éliminatoires CAN 2019                   | Titulaire.                                                               |
| 15.                                      | 13 juin 2017                             | Coliseum Alfonso Pérez, Getafe, Espagne              | Colombie                                 | 0 - 4                                    | Match amical                             | Titulaire et remplacé par Ernest Mabouka à la 45e minute de jeu.         |
| 16.                                      | 18 juin 2017                             | Otkrytie Arena, Moscou, Russie                       | Chili                                    | 0 - 2                                    | Coupe des confédérations 2017            | Titulaire.                                                               |
| 17.                                      | 22 juin 2017                             | Stade Krestovski, Saint-Pétersbourg, Russie          | Australie                                | 1 - 1                                    | Coupe des confédérations 2017            | Titulaire.                                                               |
| 18.                                      | 25 juin 2017                             | Stade olympique Ficht, Sotchi, Russie                | Allemagne                                | 1 - 3                                    | Coupe des confédérations 2017            | Titulaire.                                                               |
| 19.                                      | 1er septembre 2017                       | Godswill Akpabio International Stadium, Uyo, Nigeria | Nigeria                                  | 0 - 4                                    | Éliminatoires Coupe du monde 2018        | Titulaire.                                                               |
| 20.                                      | 4 septembre 2017                         | Stade Ahmadou-Ahidjo, Yaoundé, Cameroun              | Nigeria                                  | 1 - 1                                    | Éliminatoires Coupe du monde 2018        | Titulaire.                                                               |
| 21.                                      | 7 octobre 2017                           | Stade Ahmadou-Ahidjo, Yaoundé, Cameroun              | Algérie                                  | 2 - 0                                    | Éliminatoires Coupe du monde 2018        | Titulaire.                                                               |

## Palmarès
Adolphe Teikeu remporte la Coupe d'Afrique des nations en 2017 avec le Cameroun